# Droga krajowa B474 (Niemcy)
Droga krajowa 474 (niem. Bundesstraße 474) – niemiecka droga krajowa przebiegająca na osi południowy zachód - północny wschód i jest połączeniem drogi B54 w Epe z drogą B235 w Olfen w Nadrenii Północnej-Westfalii.
Droga, jest oznakowana jako B474 od początku lat 60. XX w.
Droga rozpoczyna się na węźle Dülmen-Nord autostrady A43 i stanowi północno-wschodnią obwodnicę Dülmen. Obecnie łączy centrum miasta z autostradą. Planowane jest przedłużenie drogi dalej na południowy wschód gdzie po około 7 km połączy się z B474 i przeniesie ruch z terenu miasta.